# Molècula fluxional
En química i física molecular, les molècules fluxionals (o no rígides) són molècules que experimenten una dinàmica tal que alguns o tots els seus àtoms s'intercanvien entre posicions equivalents a la simetria. Com que pràcticament totes les molècules són fluxionals en alguns aspectes, per exemple, les rotacions d'enllaços en la majoria de compostos orgànics, el terme fluxional depèn del context i del mètode utilitzat per avaluar la dinàmica. Sovint, una molècula es considera fluxional si la seva signatura espectroscòpica presenta un eixamplament de línies (més enllà del que dicta el principi d'incertesa de Heisenberg) a causa de l'intercanvi químic. En alguns casos, on les velocitats són lentes, la fluxionalitat no es detecta espectroscòpicament, sinó mitjançant l'etiquetatge isotòpic i altres mètodes.

## Estudis espectroscòpics
Molts compostos organometàl·lics presenten fluxionalitat. Tanmateix, la fluxionalitat és omnipresent.

### Espectroscòpia de RMN
Els canvis dependents de la temperatura en els espectres de RMN resulten de la dinàmica associada a les molècules fluxionals quan aquesta dinàmica es produeix a velocitats comparables a les diferències de freqüència observades per RMN. L'experiment s'anomena DNMR i normalment implica l'enregistrament d'espectres a diverses temperatures. En el cas ideal, els espectres de baixa temperatura es poden assignar al "límit d'intercanvi lent", mentre que els espectres enregistrats a temperatures més altes corresponen a molècules al "límit d'intercanvi ràpid". Normalment, els espectres d'alta temperatura són més simples que els enregistrats a baixes temperatures, ja que a altes temperatures, els llocs equivalents es promedian. Abans de l'arribada de la DNMR, la cinètica de les reaccions es mesurava en mescles fora de l'equilibri, controlant l'aproximació a l'equilibri.
Molts processos moleculars presenten una fluxionalitat que es pot detectar a l'escala de temps de la RMN. Més enllà dels exemples destacats a continuació, altres exemples clàssics inclouen el reordenament de Cope en el bulvalè i la inversió de la cadira en el ciclohexà.
Per a processos que són massa lents per a l'anàlisi DNMR tradicional, és aplicable la tècnica de transferència de saturació d'espín (SST, també anomenada EXSY per a espectroscòpia d'intercanvi). Aquesta tècnica de transferència de magnetització proporciona informació de velocitat, sempre que les velocitats superin 1/T1.

### Espectroscòpia d'infrarojos
Tot i que és menys comú, també es poden observar algunes dinàmiques a l'escala de temps de l'espectroscòpia d'infrarojos. Un exemple és la transferència d'electrons en un dímer de valència mixta de clústers metàl·lics. Aplicació de l'equació per a la coalescència de dos senyals separats per 10 cm−1 dóna el següent resultat:
{\displaystyle k\sim \Delta \nu _{0}\sim 2(10~{\text{cm}}^{-1})(300\cdot 10^{8}~{\text{cm/s}})\sim 6\times 10^{11}~{\text{s}}^{-1}.}
Clarament, els processos que indueixen l'eixamplament de línies a l'escala de temps d'IR han de ser molt més ràpids que els casos que intercanvien a l'escala de temps de RMN.

## Exemples

### Ciclohexà i anells relacionats

Reacció d'inversió d'anell (cadira de ciclohexà) mitjançant conformació en barca

La interconversió de conformadors de cadira equivalents de ciclohexà (i molts altres compostos cíclics) s'anomena gir d'anell. Els enllaços carboni-hidrogen que són axials en una configuració es tornen equatorials en l'altra, i viceversa. A temperatura ambient, les dues conformacions de cadira s'equilibren ràpidament. Els espectres de RMN de protó i carboni-13 del ciclohexà mostren cadascun només singlets prop de la temperatura ambient. A baixes temperatures, el singlet de l'espectre de RMN 1H es desinfla, però l'espectre de RMN 13C roman sense canvis.

### Pseudorotació de baies de compostos pentacoordinats
Una molècula fluxional prototípica és el pentafluorur de fòsfor. El seu espectre d'RMN 19F consisteix en un doblet acoblat a 31P, cosa que indica que els centres de fluor equatorials i axials s'intercanvien ràpidament a l'escala de temps de RMN. Espectroscòpia de RMN de fluor-19, fins i tot a temperatures tan baixes com -100 °C, no distingeix els ambients de fluor axials dels equatorials. L'aparent equivalència prové de la baixa barrera per a la pseudorotació a través del mecanisme de Berry, pel qual els àtoms de fluor axials i equatorials intercanvien ràpidament posicions. El pentacarbonil de ferro (Fe(CO) 5 ) segueix el patró establert per al PF5 : només s'observa un senyal a l'espectre de RMN de 13C prop de la temperatura ambient, mentre que a baixes temperatures es poden resoldre dos senyals en una proporció 2:3. En el tetrafluorur de sofre ( SF4 ), s'observa un patró similar tot i que aquest compost només té quatre lligands.
Un ió fluxional ben estudiat és l'ió metà, CH+
5 Fins i tot al zero absolut no hi ha una estructura molecular rígida; els àtoms d'H sempre estan en moviment. Més precisament, la distribució espacial dels protons en CH+
5 és moltes vegades més ample que la seva molècula original CH4, metà.

### Espècies de sis coordenades
Mentre que la no rigidesa és comuna per a les espècies pentacoordinades, les espècies de sis coordenades solen adoptar una geometria molecular octaèdrica més rígida, amb una matriu compacta de sis àtoms lligants que envolten un àtom central. Aquests compostos es reorganitzen intramolecularment mitjançant el gir de Ray-Dutt i el gir de Bailar, però les barreres per a aquests processos solen ser altes, de manera que aquests processos no condueixen a l'eixamplament de línies. Per a alguns compostos, la dinàmica es produeix mitjançant la dissociació d'un lligand, donant un intermediari pentacoordinat, que està subjecte als mecanismes discutits anteriorment. Un altre mecanisme, exhibit pel Fe(CO)4 (SiMe3)2 i els complexos d'hidrur relacionats, és la barreja intramolecular de lligands sobre les cares del tetraedre definit pels quatre lligands CO.